# Cotesia pilicornis
Cotesia pilicornis är en stekelart som först beskrevs av Thomson 1895.  Cotesia pilicornis ingår i släktet Cotesia och familjen bracksteklar. Arten är reproducerande i Sverige. Inga underarter finns listade i Catalogue of Life.